# Justus Pabst
Carl Justus Pabst (* 6. März 1875 in Widminnen, Kreis Lötzen; † 30. August 1958 in Lünen-Brambauer) war ein deutscher Heimatforscher und Fotograf. Er war über 40 Jahre Korrespondent bei der Zeche Minister Achenbach in Lünen-Brambauer und erarbeitete umfangreiche Aufzeichnungen und Manuskripte über die Adelshäuser und Bauernhöfe in unmittelbarer Umgebung. Außerdem dokumentierte er von 1900 bis 1958 zahlreiche Landschaften, Stadtbilder, Adelshäuser, Bauernhöfe, unter anderem auch das Kriegsgeschehen und die Auswirkungen des Zweiten Weltkrieges im Raum Lünen und fertigte Porträts von Lüner Bürger an.

## Leben
Justus Pabst wuchs in einer wohlhabenden Familie in Bromberg auf. Als Sohn des königlichen Kreisphysikers Carl Pabst und Enkelsohn des königlichen Musikdirektors konnte er das königliche Gymnasium in Bromberg besuchen und absolvierte 1894 dort sein Abitur. Nachdem er Helene Pabst geb. Scheuermann (* 12. März 1875 in Berlin; † 12. März 1940 in Lünen) am 24. Februar 1900 heiratete, wurde am 16. Januar 1902 sein Sohn Walter Pabst in Insterburg geboren.
Von 1903 bis 1945 war Pabst als Korrespondent auf der Zeche Minister Achenbach in Lünen-Brambauer tätig und fand in diesem Lüner Ortsteil auch seine neue Heimat. Insbesondere war er auf der Zeche für den französischen Schriftwechsel zuständig. Während seiner Tätigkeit auf der Zeche Minister Achenbach veröffentlichte er zahlreiche Beiträge für die Werkszeitung und bebilderte diese mit eigenständig angefertigten Fotografien.
Auch nebenberuflich beschäftigte sich Pabst auf technischem und künstlerischem Niveau mit der Fotografie. Er setzte sich mit heimatkundlichen Themen auseinander, schrieb Manuskripte und vervollständigte seine Familienchronik. Darüber hinaus verfasste er Genealogien über benachbarte Adelshäuser und schrieb umfangreiche Chroniken über Burgen und Schlösser.

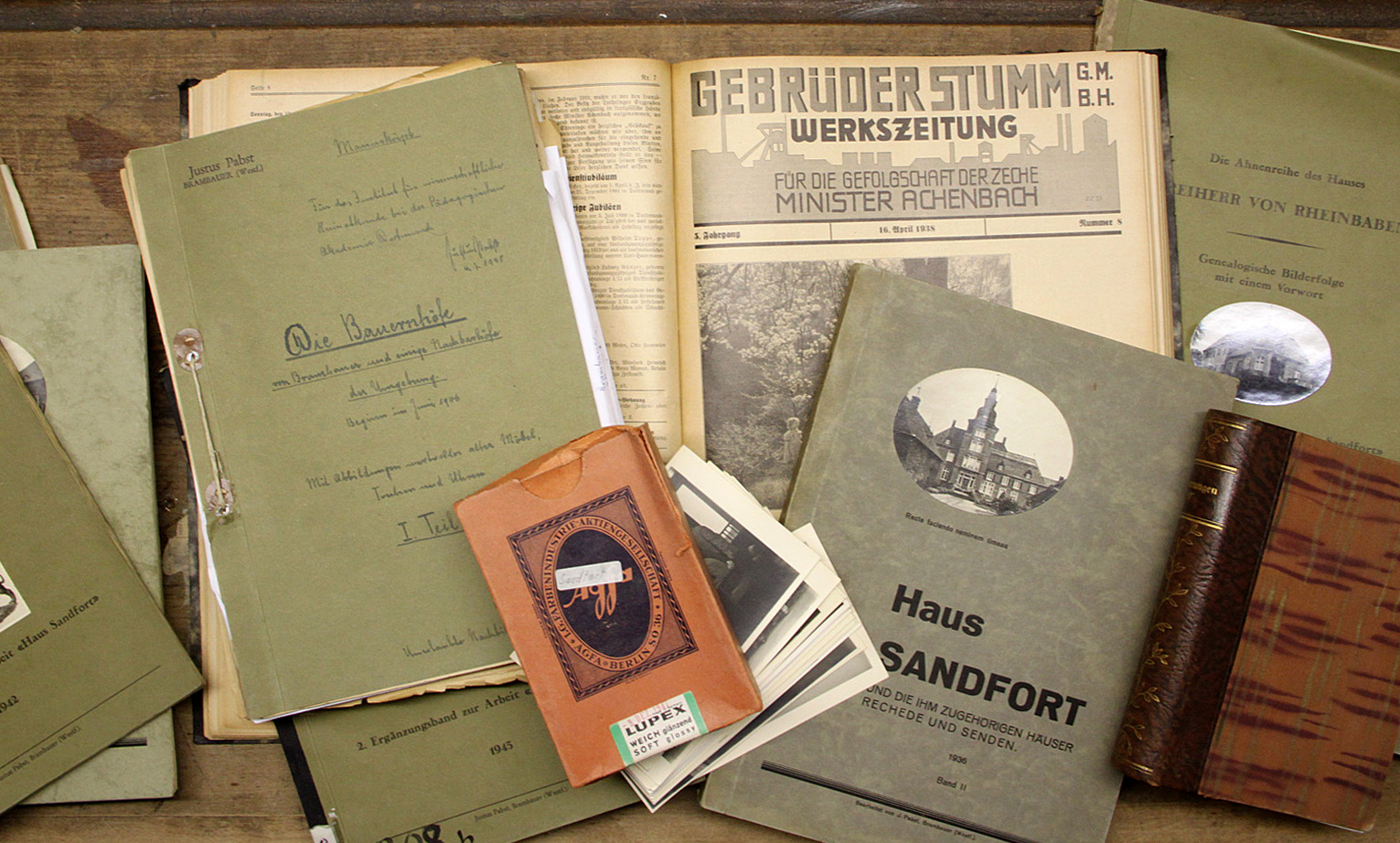
Nachlass Justus Pabst im Lüner Stadtarchiv

Große Bedeutung haben seine Fotoserien über die Bombenzerstörungen während des Zweiten Weltkriegs im Raum Lünen, ebenso wie seine heimatkundlich fotografischen Dokumentationen der Bauernhöfe im Ortsteil Brambauer.
Pabst übergab während des Zweiten Weltkrieges einen Großteil seines Archivs der Stadt Lünen zur Verwahrung. Diese lagerte es zusammen mit dem städtischen Archivgut zur Sicherung in das Haus Wenne (Eslohe, Sauerland) aus, wo beide Archive zum größten Teil durch Plünderung und Vandalismus polnischer Zwangsarbeiter im Jahre 1945 Verluste erlitten. Laut Aufzeichnungen Pabsts sind hierbei ca. 3.300 Fotos zu Lünen zerstört worden.
Auf Grund seiner heimatkundlichen Tätigkeit ernannte ihn das Institut für Heimatkunde an der Pädagogischen Akademie Dortmund (seit 1965 Universität Dortmund) 1948 zu seinem korrespondierenden Mitglied. Schon zu Lebzeiten überließ er dem Stadtarchiv Lünen einen großen Teil seiner Arbeiten, vor allem Fotografien zum Lüner Stadtbild.

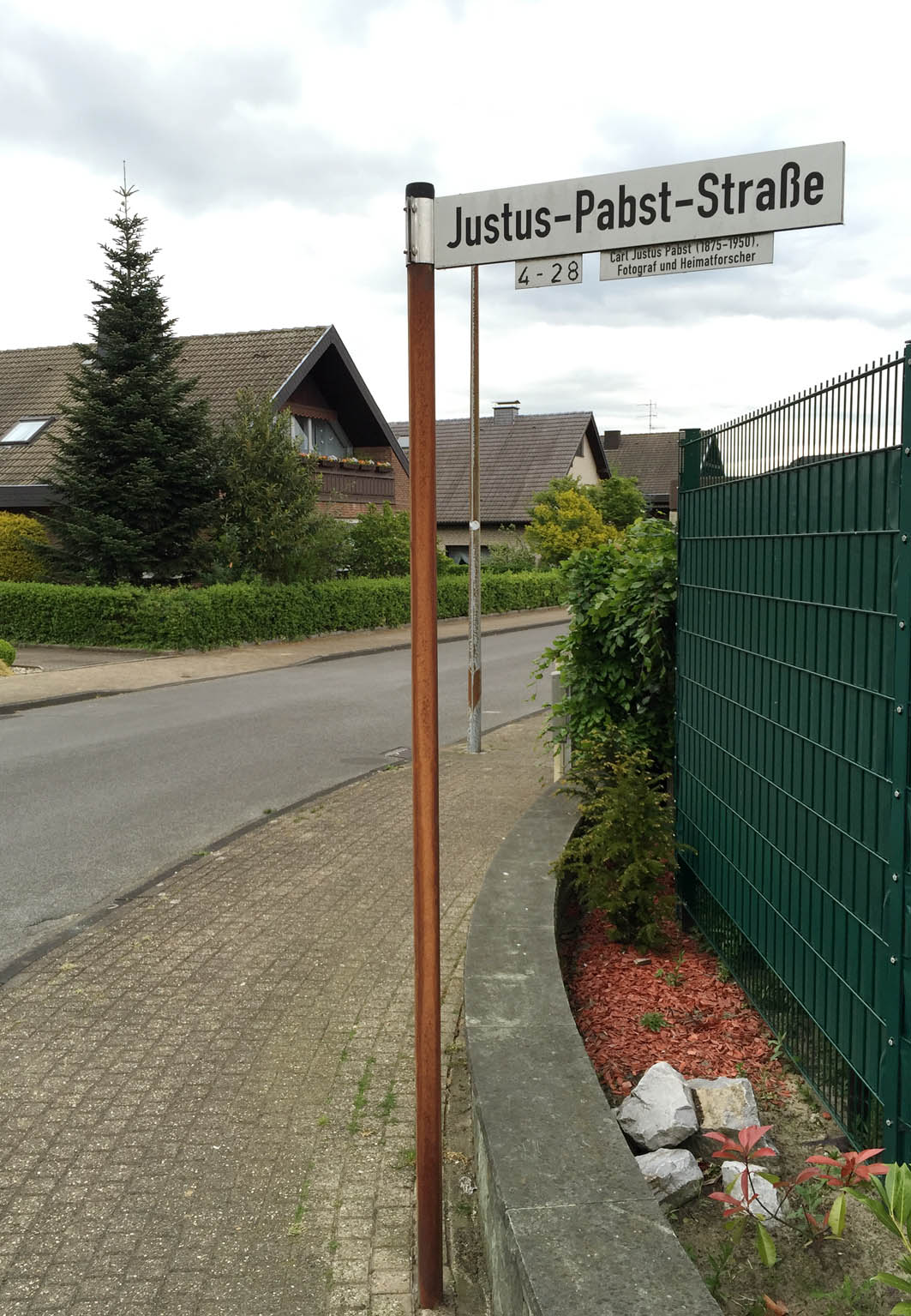
Straßenschild von der Justus-Pabst-Straße im Ortsteil Brambauer

Er verstarb nach langer Krankheit in seiner Wohnstätte in Lünen-Brambauer. Aufgrund von Unstimmigkeiten zwischen ihm und der Stadt Lünen (vermutlich wegen der Kriegsschäden an seinem Archiv), änderte Pabst sein Testament und vererbte dem Stadtarchiv Dortmund den größten Teil seines Nachlasses. Erst in den 1980er Jahren übergab die Stadt Dortmund das Fotoarchiv und zahlreiche Handschriften Pabsts der Stadt Lünen, dieser Bestand wird zurzeit (2016) im Stadtarchiv Lünen erschlossen.
Im Osten des Ortsteils Brambauer ist seit 1986 eine Straße nach ihm benannt.

## Werke
Veröffentlichte Aufsätze in der Werkszeitung der Zeche Minister Achenbach
| Datierung, Nummer, Seite | Titel der Aufsätze                                          |
| ------------------------ | ----------------------------------------------------------- |
| 1934, Nr. 5, Seite 5     | Die alte Brechtener Dorfkirche                              |
| 1934, Nr. 7, Seite 7     | Haus Wilbring                                               |
| 1934, Nr. 13, Seite 5    | Schloss Buddenburg                                          |
| 1934, Nr. 14, Seite 3    | Schloss Buddenburg (Fortsetzung)                            |
| 1934, Nr. 17, Seite 5    | Die Grafen von Buddenburg                                   |
| 1934, Nr. 25, Seite 7    | Kirche Kappenberg                                           |
| 1935, Nr. 1, Seite 3     | Kirche Kappenberg (Fortsetzung)                             |
| 1935, Nr. 2, Seite 4     | Kloster Kappenberg                                          |
| 1935, Nr. 6, Seite 7     | Schloss Kappenberg                                          |
| 1935, Nr. 20, Seite 7    | Münster, die Hauptstadt Westfalens                          |
| 1935, Nr. 22, Seite 6    | Der Großrundfunksender Langenberg                           |
| 1936, Nr. 12, Seite 9    | Die letzte Dortmunder Windmühle                             |
| 1936, Nr. 14, Seite 11   | Die historische Eibe am Schloss Wilbring                    |
| 1936, Nr. 15, Seite 19   | Eigenartige Bäume im Park Buddenburg                        |
| 1937, Nr. 1, Seite 1     | Burg und Schloss Schwansbell 1                              |
| 1937, Nr. 2, Seite 3     | Burg und Schloss Schwansbell 2                              |
| 1937, Nr. 3, Seite 3     | Burg und Schloss Schwansbell 3                              |
| 1938, Nr. 4, Seite 1     | Die neue Straßenverkehrsordnung                             |
| 1938, Nr. 19, Seite 5    | Fahrt in die ostpreußische Heimat                           |
| 1939, Nr. 15, Seite 9    | Für deutsche Seegeltung                                     |
| 1939, Nr. 16, Seite 6–7  | Bürger- und Schützenverein                                  |
| 1939, Nr. 17, Seite 17   | Elmenhorst, die 247 Jahre alte Schützenkette von Elmenhorst |

## Selbstständige Werke und Handschriften
Handschriftlich verfasste Schriften mit Fotos und Zeichnungen illustriert, nicht veröffentlicht
| Datierung | Titel                                                               |
| --------- | ------------------------------------------------------------------- |
| 1935      | Burg Vischering in Lüdinghausen                                     |
| 1936      | Schloss Sandfort Teil 1                                             |
| 1936      | Schloss Sandfort Teil 2                                             |
| 1941      | Arbeitslager und ausländische Arbeiter der Zeche Minister Achenbach |
| 1941      | Schloss Bladenhorst                                                 |
| 1942      | Ergänzungsband Haus Sandfort, Ahnenreihe Graf von Wedel             |
| 1942      | Ergänzungsband Freiherr von Rheinbaben                              |
| 1953/1954 | Die Bauernhöfe von Brambauer                                        |
| 1954/1955 | Vorwort für das geplante Goldene Buch der Zeche Minister Achenbach  |
| 1955      | Zeche Minister Achenbach Teil 1                                     |
| 1955      | Brambauer                                                           |
| 1956      | Schloss Sandfort Teil 3                                             |
| 1956      | Zeche Minister Achenbach Teil 2                                     |

## Ausrüstung
Pabst schrieb seine Manuskripte teilweise handschriftlich oder mit der Schreibmaschine. Alle Werke sind mit Fotos illustriert, die er eigenständig mit seiner Plattenkamera im Negativverfahren mit Glas als Träger (trockenes Gelatineverfahren) in den Formaten 9/12 cm, 13/18 cm und 18/24 cm anfertigte.

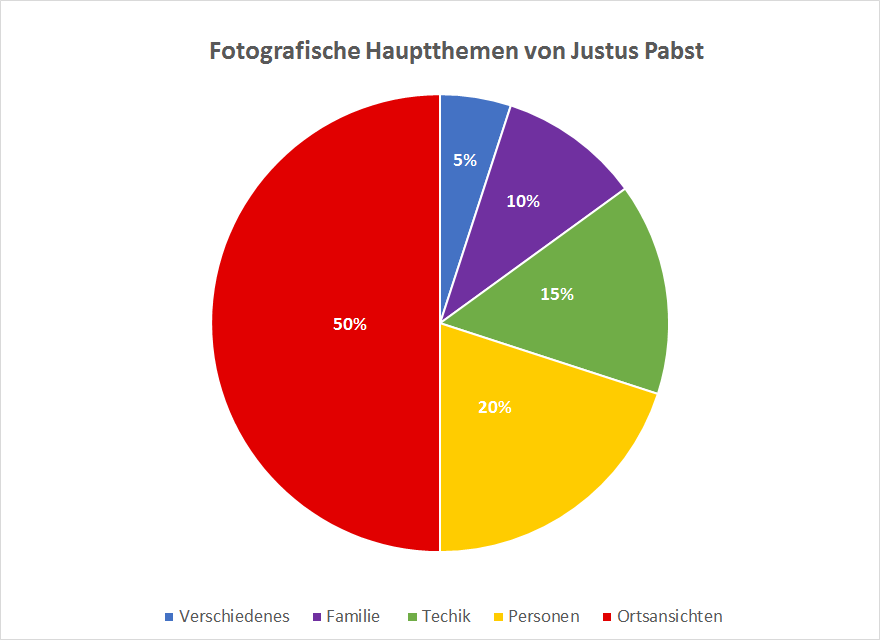
Fotografische Hauptthemen von Justus Pabst

## Überlieferung
Der Nachlass des Lüner Heimatforschers Justus Pabst aus dem Stadtarchiv Lünen dokumentiert den Lüner Raum vor allem fotografisch. Außerdem repräsentiert er anhand von selbstständigen Handschriften mit Illustrationen die Adelshäuser und Bauernhöfe im Raum Lünen.